# O-ringenketting
Een O-ringenketting is een aandrijfketting voor motorfietsen waarbij door toepassing van O-ringen ieder scharnierpunt van de ketting is afgeschermd tegen binnendringend vuil.
De scharnierpunten zijn hierbij voorzien van een hoeveelheid vet voor de gehele levensduur van de ketting. Doordat er geen vuil/zand binnendringt in ieder scharnierpunt ontstaat er nauwelijks toename van speling in de vele scharnierpunten die een ketting telt en blijft de lengte toename en de noodzaak tot opspannen beperkt. De ketting moet wel worden gesmeerd omdat om ieder scharnierpunt een bus draait die op zijn beurt ook weer metaalcontact maakt met de tanden van de kettingwielen. Een O-ringketting heeft minder onderhoud zoals opspannen nodig en wordt een langere (meer dan verdubbelde) levensduur bereikt.